# Gracias a Tí
Gracias a Ti è una canzone del duo portoricano reggaeton Wisin & Yandel del loro album, La Revolución nel 2009. La traccia è stata pubblicata come terzo singolo estratto dall'album, mentre una versione remixata, con il cantante pop Enrique Iglesias è stata distribuita il 10 novembre 2010.

## Canzone
La canzone è scritta da Wisin & Yandel e prodotta da Nesty "La Mente Maestra" , Victor "El Nasi" e "El Professor" Gómez, che ha anche scritto la canzone. La versione dell'album è stata pubblicata originariamente il 1º ottobre 2009. Torna più tardi nell'agosto 2009 la versione remix con la voce aggiuntiva di Enrique Iglesias che è stata registrata a Buenos Aires in Argentina, e pubblicata come singolo la versione inclusa nel rlancio dell'album La Revolución intitolato La Revolución: Evolution.

## Video musicale
Il video usato per la versione album è stato premiato il 5 ottobre 2009. Il video contiene le riprese delle loro esibizioni dal vivo in un concerto dal vivo in un Luna Park di Buenos Aires, in Argentina.
Nel settembre 2009 un video musicale per la versione remix con le voci aggiuntive di Enrique Iglesias è stato girato nello stesso luogo, che è stato premiato il 2 novembre 2009. Il video è lo stesso concetto dal video della versione dell'album, tra cui solo filmati di Iglesias sulla performance. Entrambi i video sono stati diretti da lungo tempo da Wisin & Yandel collaboratori di Jessy Terrero e co-diretti da Luis Carmona.